# Primer Ministro de la República Turca del Norte de Chipre
El Primer Ministro de la República Turca del Norte de Chipre (más conocida como Chipre de Norte) forma parte del sistema presidencialista de la república democrática representativa.
El presidente es el jefe de Estado y el primer ministro jefe de Gobierno, y de un sistema multipartidista. El poder ejecutivo lo ejerce el gobierno. El poder legislativo reside tanto en el Gobierno como en la Asamblea de la República. El poder judicial es independiente del poder ejecutivo y del legislativo. El primer ministro debe contar con la mayoría del parlamento para poder gobernar.
Ha habido 10 primeros ministros de Chipre del Norte desde 1983. El precursor del cargo de primer ministro fue un puesto conocido como "presidente de la Cámara Comunitaria Turcochipriota". El único hombre que ocupó este puesto fue Rauf Denktaş del 29 de diciembre de 1969 al 5 de julio de 1976. Hubo tres primeros ministros antes de la declaración unilateral de independencia de la comunidad turcochipriota en 1983.
El vigente primer ministro es Ünal Üstel, que tomó posesión el 12 de mayo de 2022.

## Lista de primeros ministros

### Primeros ministros del Estado Federado Turco de Chipre (1975–1983)
Esta lista incluye a todos los primeros ministros después de la fundación del Estado Federado Turco de Chipre, que fue concebido como una parte autónoma de Chipre, pero fue rechazado por el gobierno de la República de Chipre.
| #  | Primer ministro | Primer ministro             | Primer ministro | Inicio                  | Final                   | Partido                    |
| -- | --------------- | --------------------------- | --------------- | ----------------------- | ----------------------- | -------------------------- |
| 1° |                 | Rauf Denktaş (1924–2012)    |                 | 13 de febrero de 1975   | 3 de julio de 1976      | Partido de Unidad Nacional |
| 2° |                 | Nejat Konuk (1928–2014)     |                 | 3 de julio de 1976      | 21 de abril de 1978     | Partido de Unidad Nacional |
| 3° |                 | Osman Örek (1925–1999)      |                 | 21 de abril de 1978     | 12 de diciembre de 1978 | Partido de Unidad Nacional |
| 4° |                 | Mustafa Çağatay (1937–1989) |                 | 12 de diciembre de 1978 | 15 de noviembre de 1983 | Partido de Unidad Nacional |

### Primeros ministros delRepública Turca del Norte de Chipre(1983–presente)
Esta lista incluye a todos los primeros ministros después de la declaración unilateral de independencia de Chipre del Norte en 1983, que siguió a la negativa del gobierno de la República de Chipre a reconocer al Estado Federado Turco de Chipre.
| #   | Primer ministro | Primer ministro                | Primer ministro | Inicio                  | Final                   | Partido                    |
| --- | --------------- | ------------------------------ | --------------- | ----------------------- | ----------------------- | -------------------------- |
| 1°  |                 | Mustafa Çağatay (1937–1989)    |                 | 15 de noviembre de 1983 | 13 de diciembre de 1983 | Partido de Unidad Nacional |
| 2   |                 | Nejat Konuk (1928–2014)        |                 | 13 de diciembre de 1983 | 19 de julio de 1985     | Partido de Unidad Nacional |
| 3   |                 | Derviş Eroğlu (1938)           |                 | 19 de julio de 1985     | 1 de enero de 1994      | Partido de Unidad Nacional |
| 4   |                 | Hakkı Atun (1935)              |                 | 1 de enero de 1994      | 16 de agosto de 1996    | Partido Demócrata          |
| (3) |                 | Derviş Eroğlu (1938)           |                 | 16 de agosto de 1996    | 13 de enero de 2004     | Partido de Unidad Nacional |
| 5   |                 | Mehmet Ali Talat (1952)        |                 | 13 de enero de 2004     | 23 de abril de 2005     | Partido Republicano Turco  |
| —   |                 | Serdar Denktaş (1959) Interino |                 | 23 de abril de 2005     | 26 de abril de 2005     | Partido Demócrata          |
| 6   |                 | Ferdi Sabit Soyer (1952)       |                 | 26 de abril de 2005     | 5 de mayo de 2009       | Partido Republicano Turco  |
| (3) |                 | Derviş Eroğlu (1938)           |                 | 5 de mayo de 2009       | 23 de abril de 2010     | Partido de Unidad Nacional |
| —   |                 | Hüseyin Özgürgün (1965)        |                 | 23 de abril de 2010     | 17 de mayo de 2010      | Partido de Unidad Nacional |
| 7   |                 | İrsen Küçük (1940–2019)        |                 | 17 de mayo de 2010      | 13 de junio de 2013     | Partido de Unidad Nacional |
| 8   |                 | Sibel Siber (1960)             |                 | 13 de junio de 2013     | 2 de septiembre de 2013 | Partido Republicano Turco  |
| 9   |                 | Özkan Yorgancıoğlu (1954)      |                 | 2 de septiembre de 2013 | 16 de julio de 2015     | Partido Republicano Turco  |
| 10  |                 | Ömer Kalyoncu (1950)           |                 | 16 de julio de 2015     | 16 de abril de 2016     | Partido Republicano Turco  |
| 11  |                 | Hüseyin Özgürgün (1965)        |                 | 16 de abril de 2016     | 2 de febrero de 2018    | Partido de Unidad Nacional |
| 12  |                 | Tufan Erhürman (1970)          |                 | 2 de febrero de 2018    | 22 de mayo de 2019      | Partido Republicano Turco  |
| 13  |                 | Ersin Tatar (1960)             |                 | 22 de mayo de 2019      | 23 de octubre de 2020   | Partido de Unidad Nacional |
| 14  |                 | Ersan Saner (1966)             |                 | 9 de diciembre de 2020  | 5 de noviembre de 2021  | Partido de Unidad Nacional |
| 15  |                 | Faiz Sucuoğlu (1961)           |                 | 5 de noviembre de 2021  | 12 de mayo de 2022      | Partido de Unidad Nacional |
| 16  |                 | Ünal Üstel (1955)              |                 | 12 de mayo de 2022      | Presente                | Partido de Unidad Nacional |